# فرناندو إسبينوزا (سياسي)
فرناندو إسبينوزا هو سياسي أرجنتيني، ولد في 30 ديسمبر 1968 في Villa Luzuriaga ‏ في الأرجنتين. نشط حزبياً في الحزب العدلي. في 2019 La Matanza municipal election ‏، انتخب Mayor of La Matanza ‏ (12 ديسمبر 2019 – ) وانتخب Mayor of La Matanza ‏ (10 ديسمبر 2005 – 12 ديسمبر 2015) وفي الانتخابات التشريعية في الأرجنتين 2017 ‏، انتخب عضو مجلس النواب في الأرجنتين ‏ عن دائرة بوينس آيرس وقد انضم خلال فترته النيابية (10 ديسمبر 2017 – 10 ديسمبر 2019) للكتلة البرلمانية Citizen's Unity ‏.